# Campeonato Chileno de Futebol de 1981 - Terceira Divisão
O Campeonato Chileno de Futebol de Terceira Divisão de 1981 (oficialmente Campeonato Oficial de Fútbol de la Tercera División de Chile 1981) foi a 1ª edição do campeonato do futebol do Chile, terceira divisão. Os 24 clubes jogam em turno e returno em dois grupos regionalizados de 12. Os dois melhores de cada grupo vão à fase final, onde o campeão é promovido para o Campeonato Chileno de Futebol de 1982 - Segunda Divisão. 

## Participantes
| Equipe                                    | Cidade                                         | Região                           | No ano anterior                                                      | Estádio                                   | Capacidade | Títulos        | Participações |
| ----------------------------------------- | ---------------------------------------------- | -------------------------------- | -------------------------------------------------------------------- | ----------------------------------------- | ---------- | -------------- | ------------- |
| Club Deportivo Independiente de Cauquenes | Cauquenes                                      | Região de Maule                  | Rebaixado do Campeonato Chileno de Futebol de 1980 - Segunda Divisão | Estádio Fiscal Manuel Moya Medel          | 10.000     | 0 (não possui) | 1             |
| Club Provincial Curicó Unido              | Curicó                                         | Região de Maule                  | Rebaixado do Campeonato Chileno de Futebol de 1980 - Segunda Divisão | Estádio La Granja                         | 8.000      | 0 (não possui) | 1             |
| Club Deportivo Arturo Fernández Vial      | Concepción                                     | Região de Bío-Bío                | Estreante                                                            | Estádio Municipal de Concepción           | 35.000     | 0 (não possui) | 1             |
| Club Deportivo Atlético Molina            | Molina                                         | Região de Maule                  | Estreante                                                            | ---                                       | ---        | 0 (não possui) | 1             |
| Club Deportivo Atlético Caupolicán        | Rengo                                          | Região de O'Higgins              | Estreante                                                            | Estádio Municipal Guillermo Guzmán Díaz   | 5.000      | 0 (não possui) | 1             |
| Club Deportivo Cultural Doñihue           | Doñihue                                        | Região de O'Higgins              | Estreante                                                            | Estádio Súper Pollo                       | 1.500      | 0 (não possui) | 1             |
| Club Deportivo Defensor Casablanca        | Casablanca                                     | Região de Valparaíso             | Estreante                                                            | Raúl Vargas Verdejo                       | 2.500      | 0 (não possui) | 1             |
| Club Deportivo Liceo Curicó               | Curicó                                         | Região de Maule                  | Estreante                                                            | Estádio La Granja                         | 8.000      | 0 (não possui) | 1             |
| Club de Deportes Laja                     | Laja                                           | Região de Bío-Bío                | Estreante                                                            | Estádio Facela                            | 3.000      | 0 (não possui) | 1             |
| Club de Deportes Maipo                    | Isla de Maipo                                  | Região Metropolitana de Santiago | Estreante                                                            | ----                                      | ---        | 0 (não possui) | 1             |
| Club de Deportes Parral                   | Parral                                         | Região de Maule                  | Estreante                                                            | Estádio Municipal Nelson Valenzuela Rojas | ---        | 0 (não possui) | 1             |
| Club de Deportes Peumo                    | Peumo                                          | Região de O'Higgins              | Estreante                                                            | ----                                      | ---        | 0 (não possui) | 1             |
| Club de Deportes Victoria                 | Victoria                                       | Região de Araucanía              | Estreante                                                            | Estádio Municipal de Victoria             | 3.000      | 0 (não possui) | 1             |
| Club de Deportes Teno                     | Teno                                           | Região de Maule                  | Estreante                                                            | ---                                       | ---        | 0 (não possui) | 1             |
| Club Deportivo General Velásquez          | San Vicente de Tagua Tagua                     | Região de O'Higgins              | Estreante                                                            | Estádio Municipal Augusto Rodríguez       | 3.000      | 0 (não possui) | 1             |
| Club Social y Deportivo Goodyear          | Maipú                                          | Região Metropolitana de Santiago | Estreante                                                            | ---                                       | --         | 0 (não possui) | 1             |
| Iván Mayo Club de Fútbol                  | Villa Alemana                                  | Região de Valparaíso             | Estreante                                                            | Estádio Ítalo Composto Scarpatti          | 3.000      | 0 (não possui) | 1             |
| Club Deportivo Lautaro de Buin            | Buin                                           | Região Metropolitana de Santiago | Estreante                                                            | Estádio Lautaro de Buin                   | 1.500      | 0 (não possui) | 1             |
| Club Deportivo Quintero Unido             | Quintero                                       | Região de Valparaíso             | Estreante                                                            | Estádio Municipal Raúl Vargas Verdejo     | 2.500      | 0 (não possui) | 1             |
| Súper Lo Miranda                          | Localidade de Lo Miranda, na comuna de Doñihue | Região de O'Higgins              | Estreante                                                            | Estádio Súper Pollo                       | 1.500      | 0 (não possui) | 1             |
| Club Deportivo Tricolor Municipal         | Paine                                          | Região Metropolitana de Santiago | Estreante                                                            | Estádio Municipal de Paine                | ---        | 0 (não possui) | 1             |
| Club Deportivo y Social Talca National    | Talca                                          | Região de Maule                  | Estreante                                                            | Estádio Fiscal de Talca                   | 8.324      | 0 (não possui) | 1             |
| Club de Deportes Unión de Llay-Llay       | Llaillay                                       | Região de Valparaíso             | Estreante                                                            | ---                                       | --         | 0 (não possui) | 1             |
| Unión Comércio                            | Santa Cruz                                     | Região de O'Higgins              | Estreante                                                            | Estádio Municipal Joaquín Muñoz García    | 4.500      | 0 (não possui) | 1             |

## Campeão
| Campeão Chileno Terceira Divisão 1981                                 |
| --------------------------------------------------------------------- |
| Club Deportivo Arturo Fernández Vial (Concepción) (1º título) Campeão |